# Nelson-Mandela-Brücke (Arnhem)
Die Nelson-Mandela-Brücke (niederländisch Nelson Mandelabrug, ehemals Roermondspleinbrug) ist eine Straßenbrücke, die in der niederländischen Stadt Arnhem den Nederrijn überquert, den nordwestlichen Arm des Rheins im Rhein-Maas-Delta.
Sie steht an der Stelle der früheren Schiffbrücke Arnheim am westlichen Rand der Altstadt und verbindet die Innenstadt mit dem Stadtteil Arnhem-Zuid. Sie wird umgangssprachlich immer noch Nieuwe Rijnbrug  genannt im Gegensatz zu der Oude Rijnbrug, der heutigen John-Frost-Brücke.
Der Bau der Roermondspleinbrug begann 1974 und wurde 1977 beendet. 1987 wurde sie nach Nelson Mandela benannt.
1993 wurde sie zum Kunstobjekt. Rémy Zaugg befestigte an der Ostseite die Worte HUIZEN – WIND – DE STROOM – DE VERTE – DE UTOPIE – INDONESIE – DE BOTEN – DE ZEE – BLAUWE LUCHT (HÄUSER – WIND – DER STROM – DIE FERNE – DIE UTOPIE – INDONESIEN – DIE BOOTE – DAS MEER – BLAUER HIMMEL).

## Beschreibung
Die Nelson-Mandela-Brücke besteht aus zwei unmittelbar nebeneinander hoch über dem Straßenniveau der Altstadt stehenden Brückenbauwerken.
Die westliche Brücke mit vier durch Mittelleitplanken getrennten Fahrbahnen dient dem allgemeinen Kfz-Verkehr. Sie ist durch eine große 360°-Kurve an den Roermondsplein angebunden, einen großen Platz, der von Peter Struycken künstlerisch mit den Blauwe Golven (Blaue Wellen) gestaltet wurde, einer wellenförmigen Oberfläche mit großen Streifen aus dunkelblauem und weißem Pflaster.
Die östliche Brücke hat zwei Fahrbahnen, die für die öffentlichen Trolleybusse reserviert sind, sowie, durch Leitplanken getrennt, einen breiten Geh- und Radweg. Diese Brücke hat eine lange, gerade Rampe zum Nieuwe Plein.
Das gesamte Brückenbauwerk ist 446,8 m lang und 37,4 m breit. Die beiden Hauptbrücken sind zweizellige, gevoutete Spannbeton-Hohlkastenbrücken mit Pfeilerachsabständen von 71,3 + 136,5 + 72,52 m. Die westliche Brücke ist 21,1 m breit und hat einen 14,8 m breiten Hohlkasten. Die östliche Brücke ist 16,3 m breit, ihr Hohlkasten ist 10,8 m breit.
Die Hauptbrücken wurden im Freivorbau mit Spanngliedern von Freyssinet ausgeführt. Die Zufahrten wurden als Plattenbalkenbrücken konventionell auf Lehrgerüsten mit Spanngliedern von BBRV gebaut.
Die Durchfahrtshöhe wird, wie in den Niederlanden üblich, mit 22,2 m über NAP (Amsterdamer Pegel) angegeben.